# 메리 헤밍스 벨
메리 헤밍스 벨(Mary Hemings Bell, 1753년 - 1834년)은 미국 버지니아 찰스 시티 카운티에서 존 웨일스의 혼혈 노예였던 엘리자베스 헤밍스의 장녀로 태어났다. 1773년, 웨일스의 사망 후 메리와 그녀의 가족은 웨일스의 딸 마사 웨일스 스켈턴 제퍼슨의 남편인 토머스 제퍼슨에게 상속되었다. 이들은 모두 몬티첼로로 자리를 옮겼다.

제퍼슨이 프랑스에 있는 동안, 메리는 버지니아 샬러츠빌의 부유한 백인 상인인 토머스 벨 (Thomas Bell)에게 고용되었고 그의 내연의 처가 되어 2명의 자식을 낳았다. 1792년, 벨은 제퍼슨으로부터 메리와 아이들을 사들여 비공식적으로 자유를 주었다. 메리 헤밍스 벨은 자유를 얻은 첫 헤밍스 일원이었다. 벨 부부는 일평생을 함께 살았다. (그 당시 버지니아 법 때문에 결혼은 하지 못했다.)

2007년에 메리 헤밍스 벨은 '미국 혁명의 딸들(Daughters of the American Revolution, DAR)'이라는 단체에서 애국자로 인정받았다. 왜냐하면 미국 독립 혁명 동안 전쟁 포로가 되었던 적이 있기 때문이다. 이 명예로 인해, 그녀의 모든 여자 후손들은 DAR에 가입할 수 있는 자격을 얻었다.

## 생애
메리는 물라토 노예 엘리자베스 "베티" 헤밍스의 딸로 태어났다. 엘리자베스는 영국인 선장 존 헤밍스와 노예인 아프리카 여성의 딸이었다. 메리의 아버지는 노예로 추정된다.

1773년에 존 웨일스가 사망함에 따라, 웨일스의 딸 마사 제퍼슨 부부에 대한 재산 상속으로 1774년 메리는 가족들과 함께 몬티첼로로 오게 되었다. 그녀는 몬티첼로에서 가정부로서 높은 평가를 받았다. 

1779년에서 1781년 사이에는 버지니아의 주지사가 된 제퍼슨을 따라 가정부 노예 중의 한 명으로서(그 중에는 여동생 베티도 있었다) 윌리엄스버그와 리치먼드로 가기도 했다. 하지만 1781년, 리치먼드에 있는 동안(당시 미국 독립 전쟁 중이었다) 영국군의 침입으로 인해 동생 베티를 포함한 다른 노예들과 함께 전쟁 포로가 되었다가 워싱턴 장군과 그의 군대에게 구출되었다.

제퍼슨이 프랑스 대사가 되어 파리에 있는 동안에는 샬러츠빌의 상인 토머스 벨이 메리 헤밍스를 고용하여 그녀를 내연의 처로 삼았다. 메리는 벨과의 사이에서 두 명의 자식을 낳았다. 1792년, 메리의 요청에 따라 제퍼슨은 메리와 두 아이들을 벨에게 팔았다.벨은 메리와 자신의 두 자식들에게 자유를 주고 자신의 재산을 물려주었다. 메리 헤밍스 벨은 자유가 된 이후에도 아직 노예인 자신의 아이들(벨과 만나기 전 낳은 아이들)과 끈끈한 관계를 유지했다. 그녀는 자신의 자유 신분과 부동산(남편 토머스 벨의 사망 이후 물려받은 재산)으로 자식들에게 의복들과 다른 노예들이라면 쉽게 얻을 수 없는 개인 물품들을 제공했다. 1827년 몬티첼로의 노예 분산 경매에서 자신의 가족들이 팔릴 위기에 내몰리자 그녀는 자신의 경제적 지위를 이용해 아들 조셉 포셋이 자기 아내와 자식들의 자유를 살 수 있도록 도와주었다.

메리는 (확실한 연대는 알 수 없지만)1834년 이후 버지니아 샬러츠빌에서 사망한 것으로 보인다.

## 가족
- 부친 : 신원 미상 노예
- 모친 : 엘리자베스 헤밍스 (Elizabeth "Betty" Hemings, 1735년? - 1807년)
- 자녀 (6명)

- 신원 미상 (4명)

1. 대니얼 팔리 (Daniel Farley, 1772년 - 1837년) : 제퍼슨이 자신의 여동생한테 주었다.
2. 몰리 헤밍스 (Molly Hemings, 1777년 - 1790년+) : 제퍼슨이 딸 마사에게 결혼 선물로 주었다.
3. 조셉 포셋 (Joseph Fossett, 1780년 11월 - 1858년 9월 19일) : 친부는 알 수 없으나 성씨로 보아 몬티첼로에서 일했던 백인 목수인 윌리엄 포셋 (William Fossett)으로 추정된다. 반면 조셉 포셋의 후손들의 구전 역사에 따르면, 그의 친부는 바로 토머스 제퍼슨이라고 한다.
4. 벳시 헤밍스 (Betsy Hemmings, 1783년 - 1857년) : 벳시의 후손들은 그녀가 1782년에 홀아비가 된 토머스 제퍼슨의 딸이고, 제퍼슨의 둘째 사위인 존 웨일스 엡스 (John Wayles Eppes)의 정부였다고 말한다.

14살의 벳시는 다른 29명의 노예들과 함께 제퍼슨의 둘째 딸 메리 제퍼슨 (Mary Jefferson)과 사위 존 웨일스 엡스에게 결혼 선물로 보내졌다. 벳시는 엡스 가족과 여생을 함께 지냈는데 그녀의 후손들에 따르면 엡스가 홀아비가 된 후, 대략 21살의 벳시 헤밍스를 자신의 정부로 삼고 두 번째 결혼 생활 동안에도 이 관계를 유지했다고 한다.
- 토머스 벨 (Thomas Bell, 1750년 - 1800년) (2명)

1. 로버트 워싱턴 벨 (Robert Washington Bell)
2. 샐리 제퍼슨 벨 스콧 (Sally Jefferson Bell Scott, 1785년? - 1840년+) : 버지니아 내에서 유명한 바이올리니스트이자 무용단의 단장이었던 제시 스콧 (Jesse Scott)과 결혼하여 3명의 아들을 낳았다.

### 일부 자녀들의 친부에 대한 주장
잘 알려지지는 않았으나 샐리 헤밍스 말고도 제퍼슨과의 사이에서 자식을 낳았다고 주장되는 노예 여성들이 있다. 여기에 서술된, 샐리의 이복 언니 메리 헤밍스와 또다른 이복 언니인 베티 브라운이라는 여성이다. 이 여성들의 후손들 중 일부는 자신들이 제퍼슨 혈통이라고 주장했고 실제로 메리의 자녀들인 조셉 포셋과 벳시 헤밍스에 관한 이야기는 Ebony라는 한 미국 잡지에서 다뤄진 적이 있었다. 하지만 DNA 같이 주장을 뒷받침할 만한 명확한 증거는 없으며, 후손들에게 전해져 내려오는 이야기가 그럴 뿐이다.

## 후손
- 조셉 포셋 (Joseph Fossett)

유능한 못 제조인이자 대장장이였으며 제퍼슨의 유언으로 자유를 얻은 노예 중의 한 명이었다. 1802년, 포셋은 15살의 에디스 "에디" 헌(Edith "Edy" Hern)과 결혼했다.1806년 7월에는 프랑스 요리를 배우러 워싱턴 D.C.에 가 있는 아내를 만나려고 몬티첼로를 뛰쳐나와 워싱턴으로 도망친 적이 있는데, 이 소식이 제퍼슨에게 전해지자 그는 포셋을 찾아 구금한 뒤 몬티첼로로 돌려보냈다. 결국 이 부부는 1809년이 돼서야 재회할 수 있었다. 조셉 포셋은 제퍼슨의 유언으로 자유가 되었지만 정작 아내 에디스와 아이들은 분산 경매에서 다른 사람들에게 팔리고 만다. 포셋은 가족들의 자유를 찾아주기 위해 노력했는데, 이 과정은 최소 10년이 걸렸다고 한다. 이들은 1842년에 오하이오 남부로 이사했다.
포셋 부부 사이에서는 총 10명의 자식들이 태어났다. 이 포셋 가족 안에서 나온 가장 유명한 후손을 꼽자면 조셉 포셋의 딸 앤 엘리자베스 포셋 아이작스 (Ann Elizabeth Fossett Isaacs, 1812 - 1902)의 손자인 윌리엄 먼로 트로터 (William Monroe Trotter, 1872 - 1934)가 있다. 그는 뉴스 편집자이자 운동가로, 20세기 초 평등권을 위해 싸웠던 인물로 유명하다.
- 벳시 헤밍스 (Betsy Hemmings)

후손들의 구전에 따르면 벳시는 존 웨일스 엡스와의 사이에서 여러 명의 자식을 낳았는데, 그 중 알려진 자식은 조셉 (Joseph Hemmings)과 프랜시스 (Frances Hemmings Dean)가 있다. 1869년에 (벳시가 살았던)버킹엄 카운티의 법원이 화재로 불타서 기록들이 소실되는 바람에 나머지 자식들의 이름은 알 수 없다. 지금은 조셉과 프랜시스의 후손들만이 알려져있다.
- 샐리 제퍼슨 벨 스콧 (Sally Jefferson Bell Scott)

샐리 벨 스콧의 세 아들 중 장남인 로버트 스콧 (Robert Scott, 1803 - 1899)은 버웰 콜버트(Burwell Colbert)의 딸로 보이는 낸시 콜버트(Nancy Colbert, 1810 - 1864)와 결혼하여 적어도 9명의 자식을 두었다.

## 명예
2007년, '미국 혁명의 딸들(Daughters of the American Revolution, DAR)'이라는 여성 단체에서 메리 헤밍스를 독립 전쟁 기간 동안 전쟁 포로의 신분에 있었다는 사실에 근거하여 애국자로 지정했다. 자동적으로 그녀의 여성 후손들은 DAR에 가입할 수 있는 자격을 얻었다. 메리 헤밍스는 DAR에게서 명예를 수여받은 첫 몬티첼로 노예였다.

## 같이 보기
- 엘리자베스 헤밍스

## 더 읽을 거리
- Annette Gordon-Reed, "The Hemingses of Monticello: An American Family", New York: W.W. Norton & Company, 2008